# Make It Easy on Yourself
Make It Easy on Yourself je píseň nahraná roku 1962 americkým soulovým zpěvákem Jerry Butlerem.
Píseň byla vydaná jako singl na straně "A" s písní It's Too Late (strana "B") a roku 1963 na jeho albu Need To Belong u společnosti Vee Jay Records. Autorem hudby je Burt Bacharach a textařem Hal David. Byla umístěna jako druhá skladba alba na straně "A".

## Coververze
- Dionne Warwick (1963) na svém albu Presenting Dionne Warwick[1]
- Bern Elliott (1964) na straně "B" se singlem Guess Who na straně "A"[2]
- The Walker Brothers (1965) na straně "A" se singlem But I Do na straně "B"[3]
- Cilla Black (1966) na svém albu Cilla Sings A Rainbow[4]
- Carpenters (1971) na jejich albu Carpenters[5]
- Johnny Mathis (1972)[6]
- Oscar Toney Jr. (1974) na straně "B" se singlem Is It Because I'm Black na straně "A"[7]
- Dr. Ron Beck's (1980) na straně "A" se singlem You Bring Out The Best In Me na straně "B"[8]
- Michael Henderson (1981) na straně "A" se singlem In It For The Goodies na straně "B"[9]
- Ron Banks (1983) na straně "A" se singlem You And Me na straně "B"[10]
- The Three Degrees (1989)[11]
- Kenny Lynch na straně "A" se singlem Monument na straně "B"[12]
- Carmen Villani italská verze s názvem Non Verra[13]

Mezi dalšími zpěváky kteří nazpívali tuto píseň jsou např. Rick Astley, Long John Baldry, Rick Astley, Michael Henderson, Tony Bennett, the Four Seasons, Connie Francis, Jackie Trent, Sarah Vaughan nebo Bobby Vee.